# Trittico Lombardo
Il Trittico Lombardo è una competizione di ciclismo su strada maschile, che si disputa dal 1997 in Lombardia, in Italia, ogni anno in agosto, in settembre o, più recentemente, in ottobre. Si disputano, non necessariamente in quest'ordine, tre gare in linea in tre giorni, anche non consecutivi: la Tre Valli Varesine, la Coppa Agostoni e la Coppa Bernocchi.
Le tre gare del Trittico Lombardo insieme alle tre del Trittico d'autunno e al Giro dell'Emilia costituiscono le cosiddette "classiche d'autunno".
Al vincitore del Trittico, che risulta essere il miglior ciclista piazzato nelle tre corse, spetta come premio un prezioso diamante.
Nel 2011, si verificò che due corridori, Davide Rebellin e Jaŭhen Hutarovič, vincitori rispettivamente della prima e della terza prova, concludessero il trittico con il medesimo punteggio. In assenza di un regolamento preciso al riguardo, la vittoria fu assegnata a Hutarovič, vincitore della prova più recente.
Dalla sua istituzione, solo Leonardo Bertagnolli e Simone Ponzi (che non ha mai vinto una delle prove in linea del Trittico) si sono aggiudicati più di un'edizione della competizione, mentre Sonny Colbrelli è l'unico ciclista ad essersi aggiudicato tutte le 3 corse in linea, seppure in edizioni diverse. Prima dell'istituzione del Trittico Lombardo, l'impresa di aggiudicarsi Tre Valli, Bernocchi e Agostoni è riuscita anche a Giuseppe Saronni (almeno due vittorie per ognuna delle 3 corse in linea) e a Francesco Moser, ma anche nel loro caso non nel corso della stessa stagione.
Nel 2020, a causa della pandemia di COVID-19, vista l'impossibilità di recuperare le tre prove, per via del calendario saturo nella seconda parte della stagione, si decise di correre un'unica prova, denominata Gran Trittico Lombardo, la quale percorse i luoghi più significativi delle tre manifestazioni: partenza da Legnano (Coppa Bernocchi), transito da Lissone (Coppa Agostoni), arrivo a Varese (Tre Valli Varesine).

## Albo d'oro
| Anno | Tre Valli Varesine   | Coppa Agostoni       | Coppa Bernocchi    | Trittico Lombardo    |
| ---- | -------------------- | -------------------- | ------------------ | -------------------- |
| 1997 | Roberto Caruso       | Massimo Apollonio    | Gianluca Bortolami | Giovanni Lombardi    |
| 1998 | Davide Rebellin      | Andrea Tafi          | Fabio Sacchi       | Mirko Celestino      |
| 1999 | Sergio Barbero       | Massimo Donati       | Giancarlo Raimondi | Sergio Barbero       |
| 2000 | Massimo Donati       | Jan Ullrich          | Romāns Vainšteins  | Raimondas Rumšas     |
| 2001 | Mirko Celestino      | Francesco Casagrande | Paolo Valoti       | Gianluca Tonetti     |
| 2002 | Eddy Ratti           | Laurent Jalabert     | Daniele Nardello   | Eddy Ratti           |
| 2003 | Danilo Di Luca       | Francesco Casagrande | Sergio Barbero     | Massimo Giunti       |
| 2004 | Fabian Wegmann       | Leonardo Bertagnolli | Angelo Furlan      | Leonardo Bertagnolli |
| 2005 | Stefano Garzelli     | Paolo Valoti         | Danilo Napolitano  | Lorenzo Bernucci     |
| 2006 | Stefano Garzelli     | Alessandro Bertolini | Danilo Napolitano  | Andrea Tonti         |
| 2007 | Christian Murro      | Alessandro Bertolini | Danilo Napolitano  | Alessandro Bertolini |
| 2008 | Francesco Ginanni    | Linus Gerdemann      | Steve Cummings     | Leonardo Bertagnolli |
| 2009 | Mauro Santambrogio   | Giovanni Visconti    | Luca Paolini       | Mauro Santambrogio   |
| 2010 | Daniel Martin        | Francesco Gavazzi    | Manuel Belletti    | Francesco Gavazzi    |
| 2011 | Davide Rebellin      | Sacha Modolo         | Jaŭhen Hutarovič   | Jaŭhen Hutarovič     |
| 2012 | David Veilleux       | Emanuele Sella       | Sacha Modolo       | David Veilleux       |
| 2013 | Kristijan Đurasek    | Filippo Pozzato      | Sacha Modolo       | Simone Ponzi         |
| 2014 | Michael Albasini     | Niccolò Bonifazio    | Elia Viviani       | Simone Ponzi         |
| 2015 | Vincenzo Nibali      | Davide Rebellin      | Vincenzo Nibali    | Vincenzo Nibali      |
| 2016 | Sonny Colbrelli      | Sonny Colbrelli      | Giacomo Nizzolo    | Sonny Colbrelli      |
| 2017 | Alexandre Geniez     | Michael Albasini     | Sonny Colbrelli    | Michael Albasini     |
| 2018 | Toms Skujiņš         | Gianni Moscon        | Sonny Colbrelli    | Toms Skujiņš         |
| 2019 | Primož Roglič        | Aljaksandr Rabušėnka | Phil Bauhaus       | Giovanni Visconti    |
| 2020 | Non disputate        | Non disputate        | Non disputate      | Gorka Izagirre       |
| 2021 | Alessandro De Marchi | Aleksej Lucenko      | Remco Evenepoel    | Alessandro Covi      |
| 2022 | Tadej Pogačar        | Sjoerd Bax           | Davide Ballerini   | Alejandro Valverde   |
| 2023 | Ilan Van Wilder      | Davide Formolo       | Wout Van Aert      | Vincenzo Albanese    |
| 2024 | annullata            | Marc Hirschi         | Stan Van Tricht    | non assegnato        |

## Statistiche

### Vittorie per nazione
| Pos. | Nazione                                                       | Vittorie |
| ---- | ------------------------------------------------------------- | -------- |
| 1    | Italia                                                        | 20       |
| 2    | Spagna                                                        | 2        |
| 3    | Bielorussia Canada Lettonia Lituania Svizzera Belgio Slovenia | 1        |